# Årslev Sogn (Faaborg-Midtfyn Kommune)
 Denne artikel omhandler Årslev Sogn (Faaborg-Midtfyn Kommune). Der er også andre sogne med dette navn, se Årslev Sogn.
Årslev Sogn er et sogn i Midtfyn Provsti (Fyens Stift).
I 1800-tallet var Årslev Sogn anneks til Sønder Højrup Sogn. Begge sogne hørte til Vindinge Herred i Svendborg Amt. Trods annekteringen var de to selvstændige sognekommuner. Ved kommunalreformen i 1970 blev Sønder Højrup indlemmet i Ringe Kommune, og Årslev blev kernen i Årslev Kommune. Begge disse storkommuner indgik ved strukturreformen i 2007 i Faaborg-Midtfyn Kommune. 
I Årslev Sogn ligger Årslev Kirke.
I sognet findes følgende autoriserede stednavne:
- Kirstinebjerg Huse (bebyggelse)
- Lumbygyde (bebyggelse)
- Lundehuse (bebyggelse)
- Årslev (bebyggelse, ejerlav)